# Bisexuelle Beleuchtung

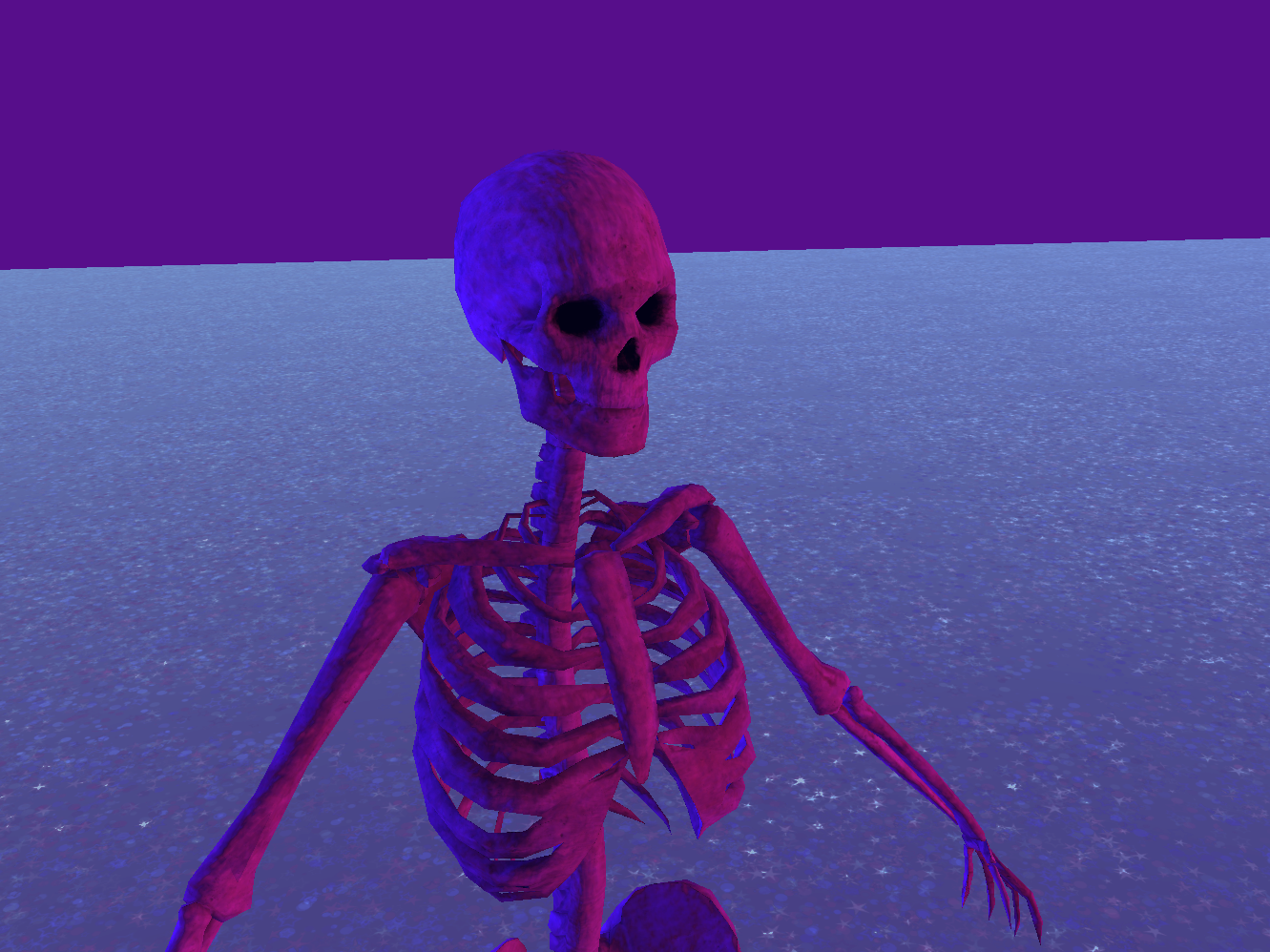
Abbildung eines Skelettes in entsprechender Beleuchtung.

Die bisexuelle Beleuchtung (englisch: Bisexual Lighting) bezeichnet den gleichzeitigen Einsatz von rosa, violettem und blauem Licht, um bisexuelle Charaktere visuell darzustellen. Diese Technik wird sowohl in der Beleuchtung von Film- und Fernsehproduktionen als auch in Diskotheken verwendet.
Während nicht jede Verwendung dieser Farbpalette explizit auf Bisexualität verweist, greifen viele queere Künstler bewusst auf diese Farben zurück, die an die bisexuelle Pride-Flagge erinnern.

## Bedeutung
Der Einsatz bisexueller Beleuchtung wird als „emanzipatorisches audiovisuelles Mittel“ beschrieben, das dazu beiträgt, die Unterrepräsentation von Bisexualität in visuellen Medien zu bekämpfen.
Seit 2017 hat sich dieser Stil besonders in der LGBT-Community verbreitet und findet auf sozialen Netzwerken Anklang. Die Farben Rosa, Violett und Blau spiegeln die bisexuelle Pride-Flagge wider und sollen die Vielfalt der bisexuellen Identität darstellen.

## Geschichte

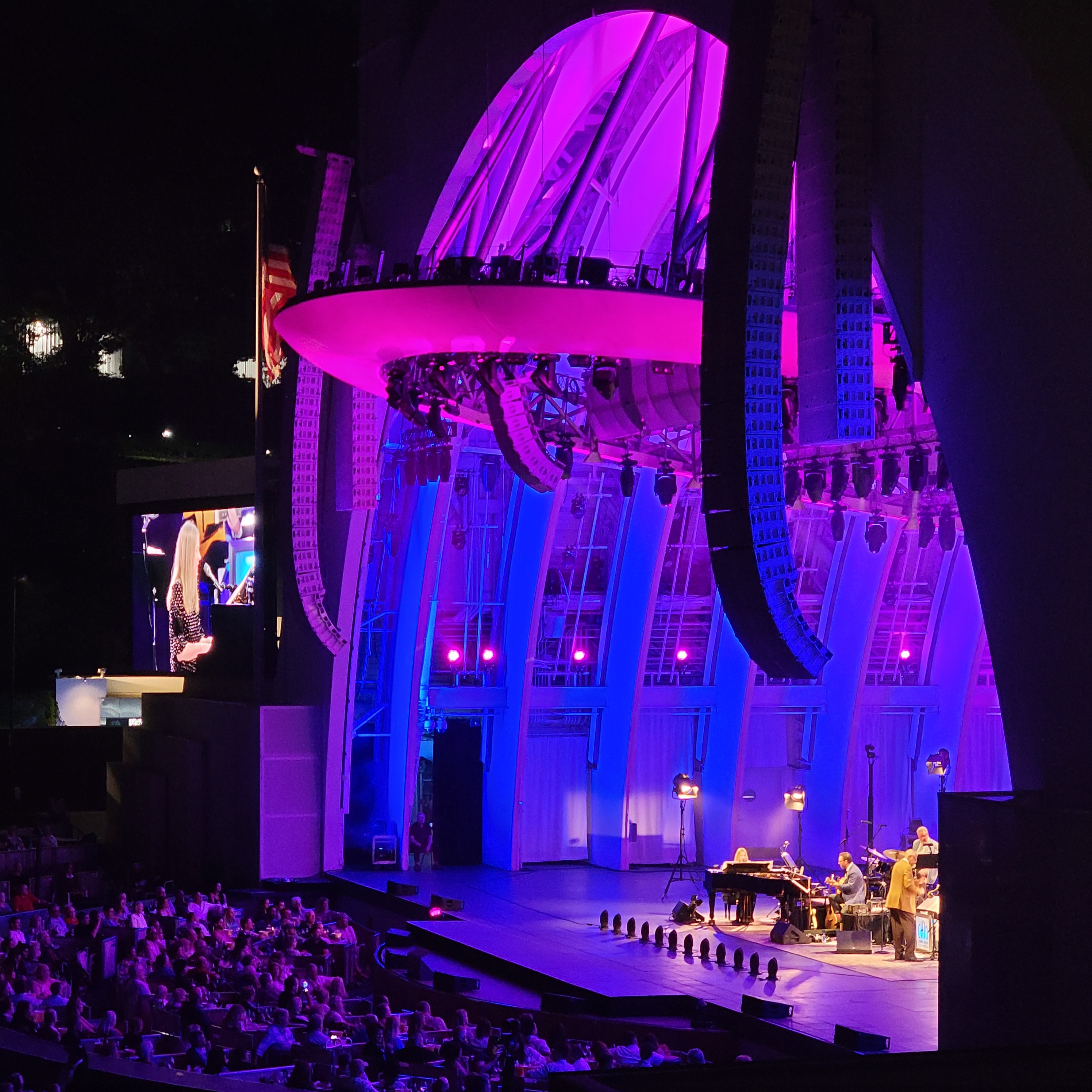
Bisexuelle Beleuchtung auf der Hollywood Bowl während einem Lied von Diana Krall in dem es um ihre Liebe zu einer Frau geht.

Die Ursprünge der bisexuellen Beleuchtung lassen sich auf das Jahr 2014 zurückführen. Damals vermutete ein Tumblr-Nutzer, dass die Farbkombination aus rosa und blauem Licht in der Serie Sherlock absichtlich genutzt wurde, um auf die Bisexualität von Dr. Watson hinzuweisen. Auch wenn diese Idee keinen direkten Einfluss auf andere Produktionen hatte, legte sie den Grundstein für die Vorstellung, dass bisexuelle Themen durch diese Farbgestaltung ausgedrückt werden könnten. Ab 2017 wurde die bisexuelle Beleuchtung durch verschiedene YouTuber und Künstler populär, die rosa, violette und blaue Neonlichter einsetzten.
Im Jahr 2018 gewann das Konzept durch virale Posts und Memes weiter an Beliebtheit. Inzwischen hat das Beleuchtungselement Einzug in die allgemeine Popkultur gefunden, es findet sich in vielen Medien und Darstellungen der letzten Jahre wieder, wenn es um LGBT-Themen und Bisexualität im Speziellen geht. Film- und Serien-Produktionen wie beispielsweise Heartstopper (Netflix) oder Black Mirror setzen es in dem Wissen ein, dass dies von Fans erkannt und gedeutet wird.